# ファンフェア
ファンフェア（英語: T-Mk 6 Fanfare）は、アメリカ合衆国で開発された曳航型の対魚雷用ソナーデコイ。

## 概要
第二次世界大戦中、ドイツ海軍がG7魚雷の音響ホーミング版（T-5）を実戦投入したのに対し、連合国は曳航型デコイであるフォクサーを配備し、これは世界初の音響魚雷防御システムとなった。また後にはその発音体を改良したハープ（Harp）も開発・配備された。
これらに続いて開発されたのが本システムであり、1950年代から1960年代にかけて、アメリカ海軍の標準的な対魚雷用デコイとして配備された。その後も同盟国の艦艇を含めて長く用いられたが、しばしば後継のAN/SLQ-25と混同されている。SLQ-25と同様、2基の曳航体が配備されており、魚雷によって1基が破壊された場合には直ちにもう1基が投入される。
海上自衛隊ではハープに続いてファンフェアの供与を受けたのち、曳航具3型として国産化したとされている。この曳航具は電動式発音体を備え、音響の発生停止はソナー室の管制器で行われた。